# Népességfogyás
Népességfogyásnak nevezik a negatív demográfiai folyamatot.
Előidézője lehet háború, járvány is, de egyértelmű külső hatás nélkül is létrejöhet. A 21. század elején fogyó népesség jellemzi Európa legtöbb országát, a természetes fogyást Nyugat-Európában a nagymértékű bevándorlás valamelyest ellensúlyozza. Magyarország, Bulgária, Fehéroroszország, Észtország, Lettország, Litvánia, Ukrajna, Grúzia és Montenegró kiemelkedően nagy mértékű népességfogyási statisztikákat produkálnak. Oroszországban szintén rohamosan fogyott a népesség egészen 2009 szeptemberéig (évi 5-800 000 fős fogyás), azonban a Vlagyimir Putyin által bevezetett új családtámogatási rendszer miatt (a második illetve harmadik gyermeküket szülő nők 1,8 millió forintnak megfelelő támogatást kapnak, amit oktatásra vagy lakásvásárlásra lehet elkölteni) újra növekedett a népesség, de az ukrajnai háború miatt ismét megfordult a trend.